# Shaolin Sándor Liu
Shaolin Sándor Liu, född 20 november 1995, är en ungersk skridskoåkare som tävlar i short track. Han ingick i det ungerska lag som vann olympiskt guld på 5 000 meter stafett vid OS i Pyeongchang i Sydkorea. Segern innebar att Ungern vann sitt första guld någonsin i olympiska vinterspelen.
Han deltog även i OS 2014.